# Hiemsia
Hiemsia is een geslacht van schimmels behorend tot de familie Pyronemataceae. De typesoort is Hiemsia pseudoampezzana.

## Soorten
Volgens Index Fungorum bestaat het geslacht uit twee soorten (peildatum januari 2023): 
| Soortnaam               | Auteur(s)       | Publicatiejaar |
| ----------------------- | --------------- | -------------- |
| Hiemsia cleistocarpa    | Fort & Guarro   | 1986           |
| Hiemsia pseudoampezzana | (Svrček) Svrček | 1969           |